# Monasterio de Suesa
El monasterio de Suesa es un monasterio perteneciente a las Monjas de la Orden trinitaria situado en España. Se encuentra en Cantabria, en el  municipio de Ribamontán al Mar, a unos quinientos metros de la costa, cerca de la desembocadura de la ría de Cubas. Ofrece una importante actividad cultural y espiritual en la zona a través de la Asociación de Amigos del Monasterio de Suesa fundada en el año 2001.

## Historia
La comunidad de Suesa fue fundada en 1860 por la madre Cruz, monja trinitaria de El Toboso. Después de habitar diferentes casas Doña Juana López Basave financió la construcción de un monasterio para albergar definitivamente a la comunidad. 
El 31 de enero de 1887 la comunidad trinitaria se traslada definitivamente al actual Monasterio en Suesa, bajo la protección  de la Purísima Concepción y San José de Nazaret.
Ese mismo año el obispo de Santander, Sánchez de Castro, visita  a la comunidad y establece canónicamente la nueva comunidad.
Desde esa fecha, desde 1887, las monjas trinitarias habitan este edificio sin interrupciones exceptuando cerca de año y medio cuando, con motivo de la guerra civil española, tuvieron que abandonarlo. En agosto de 1937 la comunidad comienza a reagruparse y restablece la normalidad.
La comunidad estuvo dedicada a la enseñanza de cientos de niños y niñas del entorno desde su llegada a Suesa hasta el año 1974, fecha en la que se cierra definitivamente el colegio.

## El monasterio
El conjunto del monasterio está formado por dos bloques de edificios contiguos. En la cara norte se encuentra la hospedería y la entrada al monasterio. La iglesia es de construcción sencilla, con una nave rectangular. El monasterio está rodeado de jardines y árboles que permiten contemplar su austera belleza.

### Vida monástica
La comunidad de monjas trinitarias que habita el monasterio sigue un estilo de vida peculiar, esto es, la vida contemplativa o monástica. El edificio está ideado para favorecer un ambiente de silencio y de soledad según indica la Regla de san Juan de Mata. El claustro consta de ocho arcos de piedra tallada sin ornamentación según la austeridad y sencillez de la Orden trinitaria. 
Las monjas trinitarias de Suesa dedican  su vida a vivir en la presencia continua de Dios Trinidad, quien les da la Vida y por quien se sienten abrazadas en lo más íntimo de su existencia.
Para conseguir este ideal de vida trinitario se apoyan en elementos básicos para su vida como la oración, tanto personal como comunitaria, el  trabajo consciente y la vida comunitaria. 
Su carisma está dibujado por la búsqueda incesante de la comunión, como icono del Dios Trinidad, y la libertad superando las esclavitudes que encorsetan a la persona y no le permitan una vida plena. Estos son los dos pilares de la espiritualidad de la Orden Trinitaria.
Las monjas trinitarias buscan:
- Crear una comunidad de amor como alternativa a la soledad.
- Ser personas de oración y reflexión como alternativa a la falta de sentido.
- Ser hospitalarias entre las hermanas de comunidad y con quienes las visitan como alternativa al prejuicio y a la división.
- Ser partícipes de un trabajo que humanice y dignifique como alternativa al trabajo alienante e impersonal.
- Ser signo de las Bienaventuranzas- no violencia, gozo, justicia y paz- para la sanación de un mundo que sufre.

## Asociación de Amigos del Monasterio de Suesa
En el año 2001 se fundó esta Asociación para promover, apoyar, colaborar e impulsar todo tipo de actividades tendentes a la defensa del patrimonio natural, histórico, cultural, artístico y espiritual, que representa el Monasterio de las Monjas Trinitarias de Suesa.
Desde entonces se han realizado diferentes encuentros, seminarios, cursos, conferencias, talleres, recitales, conciertos, representaciones, exposiciones, intercambios culturales, proyecciones, ediciones, estudios, investigación y todo aquello que conduce al camino del saber, la cultura y la espiritualidad.